# Dakoutun
Dakoutun är en köping i Kina. Den ligger i storstadsområdet Tianjin, i den norra delen av landet, omkring 52 kilometer norr om stadens centrum.